# Lissolepis luctuosa
Espèce
Synonymes
- Cyclodus luctuosus Peters, 1866
- Egernia lauta De Vis, 1888
- Egernia luctuosa (Peters, 1866)

Lissolepis luctuosa est une espèce de sauriens de la famille des Scincidae.

## Répartition
Cette espèce est endémique d'Australie-Occidentale en Australie.

## Description
C'est un saurien vivipare.

## Publication originale
- Peters, 1866 : Mittheilung über neue Amphibien (Amphibolurus, Lygosoma, Cyclodus, Masticophis, Crotaphopeltis) und Fische (Diagramma, Hapalogenys) des Kgl. Zoologischen Museums. Monatsberichte der Königlich Preussischen Akademie der Wissenschaften zu Berlin, vol. 1866, p. 86-96 (texte intégral).